# In the Amazon Jungle
In the Amazon Jungle è un cortometraggio muto del 1915. Non si conosce il nome del regista del film, che si basa su una storia di Emma Bell Clifton.

## Produzione
Il film fu prodotto dalla Selig Polyscope Company.

## Distribuzione
Distribuito dalla General Film Company, il film - un cortometraggio in una bobina - uscì nelle sale cinematografiche statunitensi il 29 maggio 1915.